# Musée du Cinéma - collection Tomàs Mallol
 (avril 2022).
Causes possibles :
- Rédaction non-neutre car ne respectant pas la synthèse équilibrée attendue.
- Plan structurant la page comme une brochure promotionnelle ou une plaquette institutionnelle.
- Nombreuses informations sans réelle pertinence encyclopédique et pourtant montées en épingle. Ceci peut notamment se faire en recourant à des sources primaires ou non centrées, ou encore à un « cherry picking » des sources ; dans certains cas, cette utilisation des sources peut même donner lieu à une « synthèse inédite ».

Rappel : la pertinence des informations est à démontrer par des sources secondaires indépendantes et de qualité traitant le sujet.
Le musée du cinéma - collection Tomàs Mallol est un musée situé à Gérone, dans la communauté autonome de Catalogne en Espagne.

## Historique

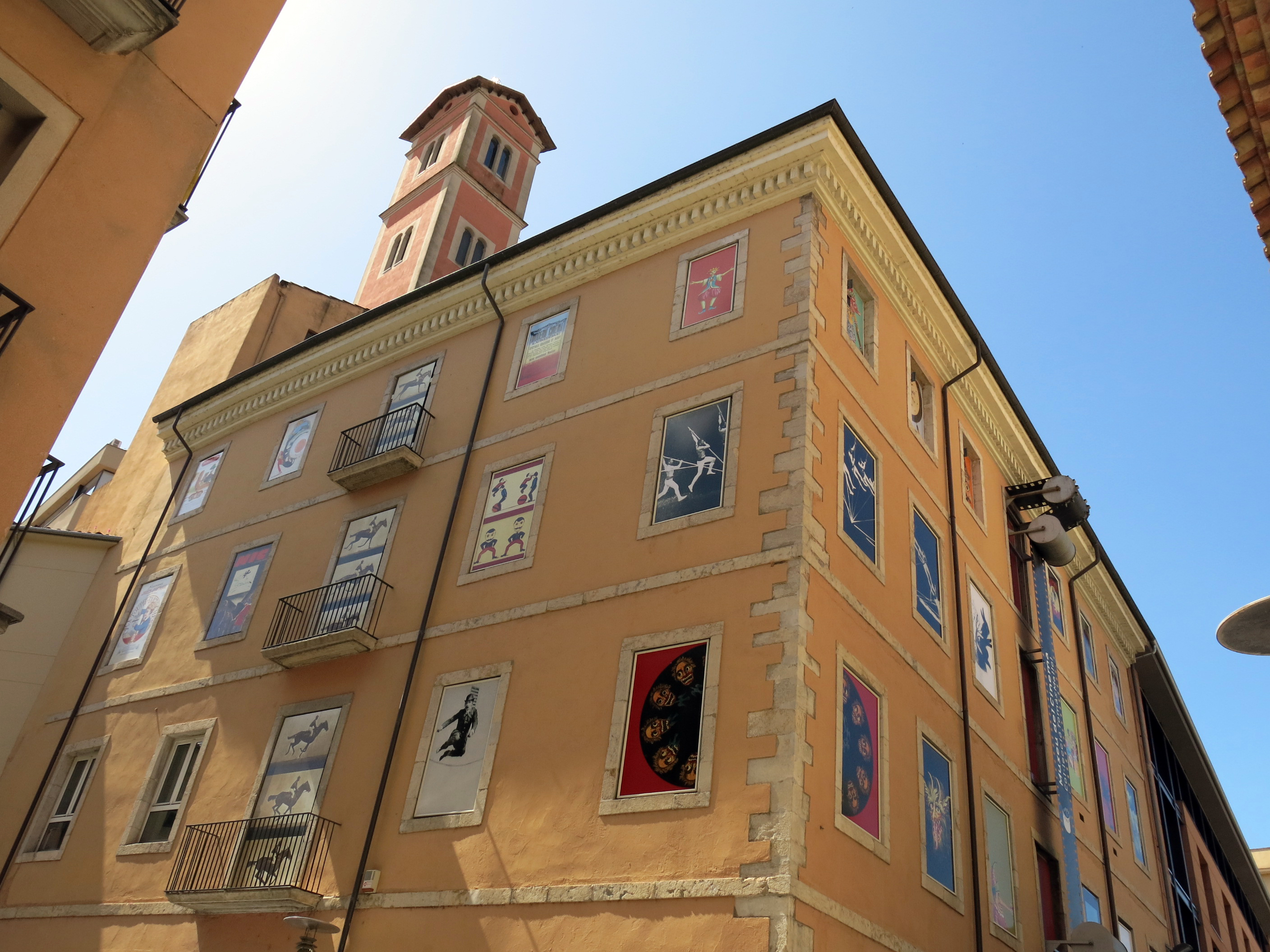
Le bâtiment du musée du cinéma.

Le musée trouve son origine la collection rassemblée pendant plus de trente ans par Tomàs Mallol i Deulofeu (1923-2013), photographe et réalisateur, acquise par la ville de Gérone en 1994.
Il est inauguré le 8 avril 1998 à l'intérieur d'un bâtiment situé dans le centre-ville de Gérone, inscrit à l'inventaire du patrimoine architectural de Catalogne

## Le musée
L’exposition montre 400 ans d'histoire de l'image en mouvement et les origines du cinéma comme technique et comme spectacle visuel, ainsi que les débuts du septième art jusqu'à l'arrivée de la télévision. L'exposition permanente est interactive et inclut le visionnage d'une vingtaine de films.

## Parcours à l'intérieur du musée
Le musée est organisé dans une série de domaines :

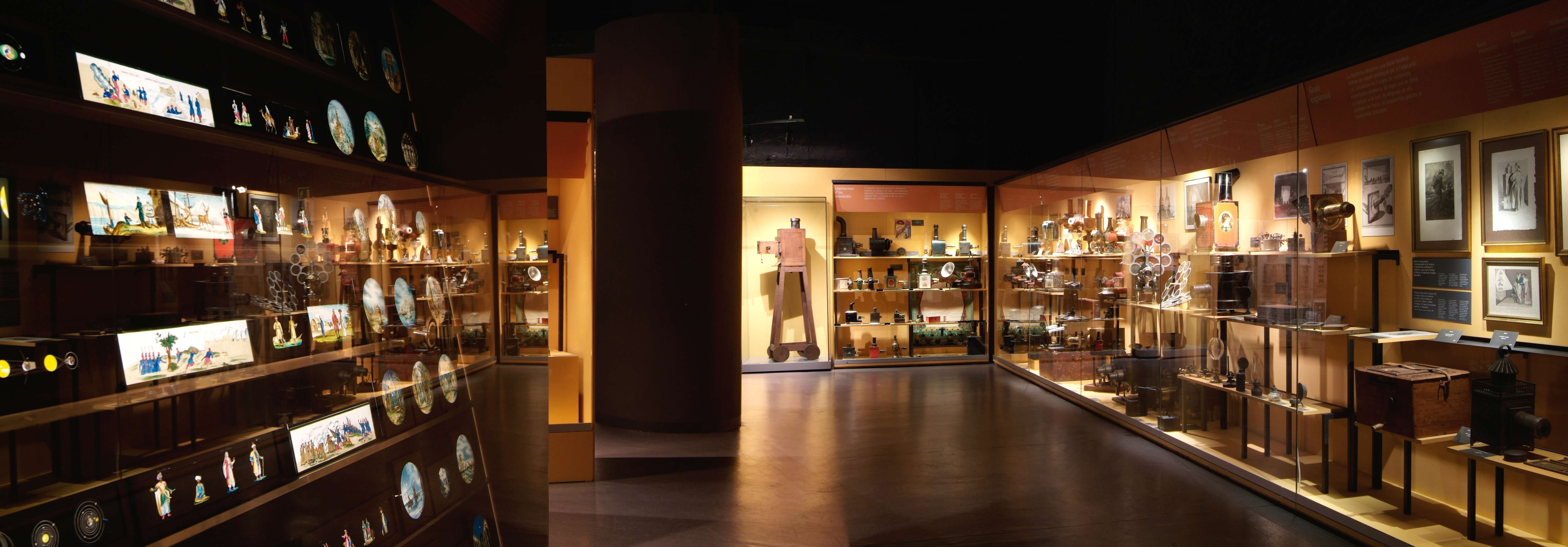
L'exposition permanente du musée du Cinéma. (Photo : J.M. Oliveras)

### Sortir des ombres
Le théâtre d’ombres est l’ancêtre le plus lointain des spectacles montrant des images en mouvement sur un écran. Avec lui, pour la première fois, la lumière et l’ombre servent à raconter des histoires. 
Son origine est confuse, mais on sait qu’il est né en Extrême-Orient (Chine, Indonésie, Japon, Inde...) autour du IIIe siècle ap. J.-C. Les représentations de ces spectacles s’appuyaient sur des histoires ou des légendes mythologiques originaires de ces pays. 
Les commerçants et les voyageurs au contact de l’Orient ont d’abord introduit le théâtre d’ombres en Turquie et en Grèce au XIVe siècle, puis plus tard, au XVIIe siècle, en Europe de l’Ouest. Ici, ce sont surtout des histoires populaires que l’on représentait. 
En Europe de l’Ouest, le théâtre d’ombres n’a jamais obtenu le même succès qu’en Orient. Cela est dû notamment à la popularisation du spectacle de la lanterne magique, diffusé en Occident à la même époque. 
On assiste à la fin du XIXe siècle à un certain regain du théâtre d’ombres en Europe, surtout dans les salles de spectacles, les cabarets et les théâtres. Il atteint son apogée dans la salle parisienne du Chat Noir, où les représentations font preuve d’une grande complexité technique et où interviennent des effets de son et de lumière et un orchestre notamment.

### La magie d'une lampe. La lanterne magique
Deux cents ans avant l'invention du cinéma, la lanterne magique parvient pour la première fois à projeter des images sous la forme d'un spectacle populaire de divertissement ou d'information, jusqu'à servir d'outil pédagogique.
La lanterne magique, très populaire au cours du XIXe siècle, est le prédécesseur le plus direct du cinéma comme technique et spectacle visuel. Il s'agit d'un projecteur d'images peintes sur des plaques de verre, inventé au milieu du XVIIe siècle par Christian Huygens. Ces plaques de verre sont parfois mécanisées pour produire une impression de mouvement, mais cela reste rudimentaire.
Le spectacle de la fantasmagorie mérite qu'on s'y attarde. Cette projection de lanterne magique, d'une très grande complexité technique, est très en vogue à la fin du XVIIIe siècle et dans le premier tiers du XIXe siècle.

### Fixer l'image du monde extérieur. La boîte d'optique et la photographie
Les boîtes d'optique : voir le monde à travers un trou. Aux XVIIe et XVIIIe siècles, on invente des instruments permettant à l'homme de copier les images capturées par la chambre noire. En parallèle, les boîtes d'optique ou Mondo nuovo permettent aux spectateurs de voir des villes ou des endroits lointains sans avoir à se déplacer. Situées dans une boîte et observables à travers un trou muni d'une lentille, ces images sont appelées vues optiques.
La photographie : la chimie se substitue au peintre. À partir de 1839, et grâce à la chimie, il devient possible de fixer les images capturées par la chambre noire. C'est la photographie, capable de reproduire en détail des actions éphémères en capturant les apparences et en offrant à l'œil humain une nouvelle perception plus proche de la réalité.

### L'image en mouvement

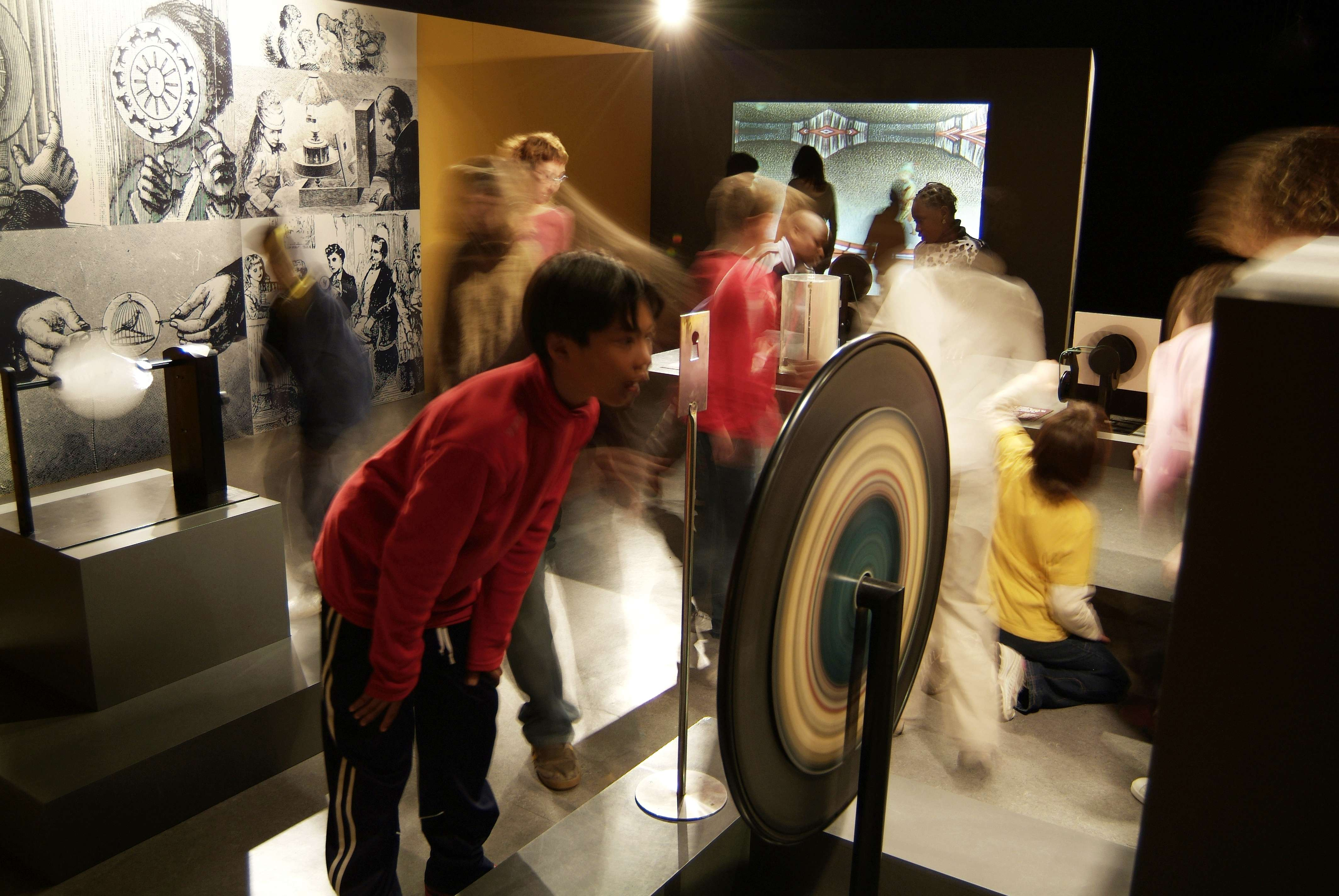
Vue du domaine L'image prend mouvement. (Photo : J.M. Oliveras)

L'image s'anime. À la fin du XVIIIe siècle et au début du XIXe siècle, des scientifiques font une découverte majeure : une particularité de la vision humaine fait que l'œil perçoit un mouvement lorsqu'il voit défiler rapidement une série d'images statiques. Il s'agit simplement d'une séquence répétées d'images illustrées donnant l'illusion d'un mouvement continu.
Suivant ce principe, on voit apparaître plusieurs appareils comme le phénakistiscope, le zootrope ou le praxinoscope. Ces jouets sont très vite commercialisés et connaissent un immense succès. Le public a alors l'opportunité de voir une image (un dessin) en mouvement.

### La course vers le cinéma
Au cours des vingt années qui précèdent l'invention du cinéma (1875-1895), des scientifiques et inventeurs du monde entier se lancent dans une course folle vers la découverte d'un appareil permettant de projeter des images photographiques en mouvement. C'est la course définitive vers le cinéma.
Les principaux précurseurs sont Eadweard Muybridge et ses décompositions photographiques du mouvement d'un cheval au galop ; Étienne-Jules Marey et sa chronophotographie ou photographie du mouvement ; Émile Reynaud et le théâtre optique, le premier spectacle de projection de dessins animés ; Thomas Alva Edison et le kinétoscope, appareil à vision individuelle qui incorpore déjà une pellicule Celluloïd perforée de 35 mm, et encore plein d'autres inventeurs et scientifiques qui ont contribué, avec plus ou moins de succès, à l'invention des frères Lumière et leur cinématographe.

### Les frères Lumière

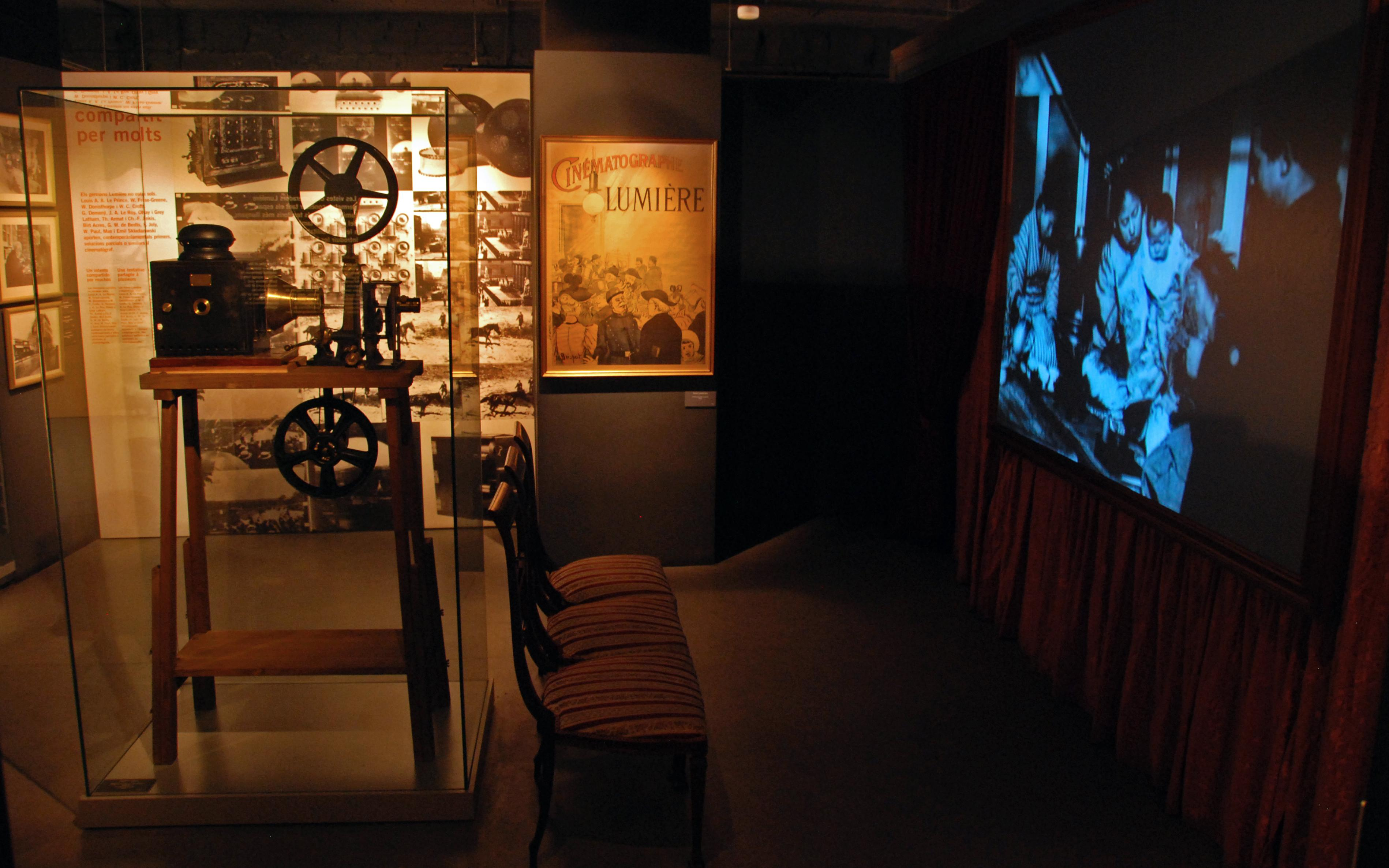
Le domaine Les frères Lumière. Projecteur du Cinématographe Lumière de 1897. (Photo : MdC)

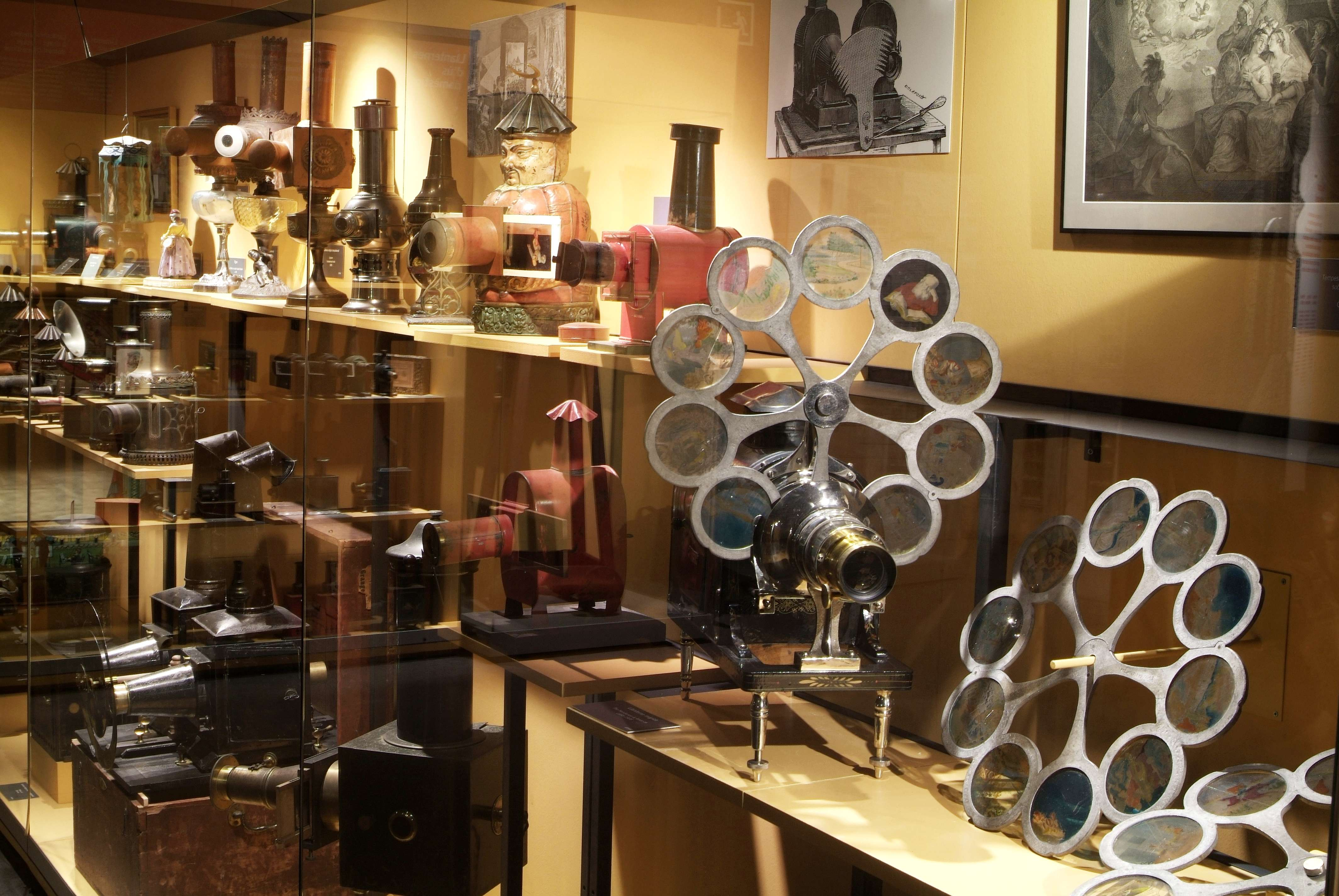
Le musée du cinéma. (Photo : J.M. Oliveras)

Le 28 décembre 1895, les frères Lumière organisent, dans le sous-sol du Grand Café de Paris, la première séance publique payante avec un appareil de leur invention : le cinématographe. Le public en ressort très impressionné. Les projections connaissent un vif succès dès la première séance et envahissent le monde entier en un temps record. L'invention, connue sous le nom de Cinématographe Lumière, donne alors naissance au cinéma.

### Les outils du cinéma
Après les premiers films des frères Lumière et les nouvelles expériences cinématographiques de Georges Méliès, le cinéma va devenir bien plus qu’une curiosité. En très peu de temps, la durée des films va augmenter, les récits vont devenir de plus en plus complexes et les projections de cinéma vont cesser de n’être que le complément d’autres spectacles. De luxueuses salles de cinéma ouvrent alors, et le son est incorporé à l’image en mouvement. C’est la naissance d’une grande industrie du spectacle. 
Parallèlement à son évolution technologique et industrielle, le cinéma découvre peu à peu son propre langage visuel, avec notamment la force d’expression du gros plan, la syntaxe narrative du montage et de nouvelles ressources narratives qui font aussi du cinéma un grand art. 
Dès le début, le succès du cinéma ne fait aucun doute. Il devient aussitôt, dans le monde entier, le spectacle et l’art le plus répandu et le plus populaire.

### Le cinéma pour les enfants. Le Cine NIC
La magie de faire du cinéma n’était pas uniquement réservée à un petit cercle de professionnels et d’adultes. En effet, des appareils conçus pour être utilisés par des enfants ont été fabriqués. 
Le premier grand jouet cinématographique, du point de vue de sa diffusion et de sa popularité, est un appareil inventé et fabriqué en Catalogne par la société Proyectores NIC, SA. Commercialisé sous le nom de Cine NIC, son brevet est déposé à Barcelone le 25 avril 1931 par deux frères, Tomàs et Josep Maria Nicolau Griñó. Il s’agissait d’un simple projecteur d’images qui n’avait qu’un mouvement à deux temps. Le Cine NIC obtient un franc succès aussi à l’international, et de nombreux brevets de l’appareil seront vendus à l’étranger. Pareil succès incite d’autres sociétés, pour la plupart catalanes et valenciennes, à fabriquer elles aussi leurs propres modèles de projecteurs pour enfants. 
Grâce au Cine NIC et à d’autres projecteurs du même genre, de nombreux enfants ont découvert la magie de faire du cinéma.

## Objets remarquables
- Personnage du théâtre d’ombres javanais. Le théâtre d’ombres javanais s’appelle wayang kulit, nom que reçoivent aussi ses personnages, faits en cuir finement ciselé et coloré artisanalement. Il raconte des histoires mythologiques ancestrales venues de la tradition orale, comme le Ramayana. Héros, démons, monstres et autres personnages mythologiques sont les principales vedettes de ce théâtre d’ombres, l’un des plus célèbres d’Extrême-Orient, toujours vivant aujourd’hui dans la culture traditionnelle.
- Personnage du théâtre d’ombres occidental. Cette silhouette est un bon exemple des marionnettes utilisées dans le théâtre d’ombres en Europe au cours du XIXe siècle. Elle est en métal, toute noire, et ses extrémités sont articulées. C’est le personnage principal d’une histoire populaire, El diablo de la cesta (Le diable du panier). Un livret reprenant les dialogues fut même publié.
- Sphère chinoise. Boule en métal dont les perforations dessinent différentes images florales, animales ou géométriques. À l’intérieur il y a une bougie à allumer. Elle reste toujours droite grâce à un système intérieur d’anneaux. Cet objet servait à projeter les ombres des perforations de la boule sur les murs d’une pièce plongée dans le noir. On pouvait aussi faire rouler la boule par terre, ce qui donnait du mouvement aux ombres projetées.
- Lanterne magique de fantasmagorie. Cet appareil est une lanterne magique perfectionnée de la première moitié du XIXe siècle, capable de réaliser toutes sortes de projections propres aux spectacles de fantasmagorie (rétroprojection, projection de corps opaques, mouvement du projecteur, mise au point et floutage de l'image, réglage de l'intensité de la lumière...). Ces spectacles sont une partie importante de l'histoire des projections d'images avant le cinéma, surtout en raison des innovations techniques apportées.
- Plaque de verre de lanterne magique. Tête de monstre ou de démon peinte sur une plaque de verre en vue d'être projetée au moyen d'une lanterne magique lors d'un spectacle de fantasmagorie. C'est une plaque mécanisée capable de reproduire l'effet de mouvement des yeux du monstre. Les spectacles de fantasmagorie possèdent un décor et une mise en scène extrêmement soignés. La projection s'effectue depuis l'arrière de l'écran (rétroprojection) afin que le public ne voie pas le projecteur. Le fond noir de l'image permet de supprimer le cadre de délimitation de la projection, ce qui mettrait fin à l'astuce.
- Lanterne magique à double objectif. Cette lanterne à double objectif, connue sous le nom de biunial, est un projecteur d’images à usage professionnel. Ses deux objectifs projetaient une image sur un même écran à l’aide de deux systèmes d’éclairage indépendants. Avec cet appareil, tandis qu’une image était projetée sur l’écran, l’autre pouvait être changée sans avoir à interrompre la projection. Il pouvait aussi produire l’effet de projection connu comme fondu enchaîné. Ce type de lanterne fait son apparition au Royaume-Uni dès 1857. Elle a même été fabriquée avec trois objectifs.
- Mondo nuovo ou boîte d'optique. Cette boîte d'optique trouvée dans une ferme près de Vic en 1999 est un exemple unique en raison de ses dimensions. On l'installait dans un espace public. À l'intérieur, cinq vues optiques sont posées sur cinq pupitres, tous reliés à une lentille. Ces vues optiques étaient des gravures colorées reproduisant des villes et des paysages du monde entier. Le spectateur observait l'image à travers la lentille, avec un effet de réalisme et de profondeur très prononcé pour l'époque.
- Vue d’optique. Les vues d’optique étaient des gravures coloriées à la main et destinées à être contemplées à travers la lentille d’une boîte d’optique (zograscope). Les images, réalisées à l’aide d’une camera obscura, présentaient une perspective très accusée afin de donner une impression de profondeur.  Les sujets représentés étaient très variés : paysages urbains, rues, places, monuments, jardins, intérieur de grands édifices, etc. Du temps de l’essor du spectacle de zograscope, aussi appelé Mondo nuovo, c’est-à-dire pendant la seconde moitié du XVIIIe siècle, il y avait quatre grands centres de production de vues d’optique : Londres, Paris, Bassano et Augsbourg. Cette production était distribuée dans toute l’Europe.
- Polyorama panoptique. Cet appareil à usage domestique ou familial inventé par Lemaire au XIXe siècle, est inspiré des spectacles publics de Mondo nuovo ou zograscope. Il s’agit d’un boîtier portatif dont la face avant est dotée d’une lentille qui permet de visionner une vue d’optique.  Cette vue d’optique est translucide et les variations apportées à l’incidence de la lumière permettent de varier la condition de l’image. Par exemple, si la lumière frappe sur la partie avant de la vue, l’image visualisée semble être en plein jour. Si le rayon de lumière entre par derrière, l’image devient nocturne.
- Chambre noire à tiroir pour daguerréotypes. Les chambres noires à tiroir sont les tout premiers modèles d'appareils photo. Elles sont utilisées pour l'obtention de daguerréotypes et pour des procédés contemporains. Elles sont formées de deux tiroirs, l'un contenant l'autre, dont le déplacement permettait la mise au point de l'image. Leur usage s'étend entre 1839 et la moitié du XIXe siècle. La préparation de la plaque servant à l'obtention du daguerréotype et son développement sont des processus très lents, compliqués et parfois dangereux.
- Phénakistiscope. Inventé par Joseph Plateau en 1832, cet appareil est formé d'un disque percé de fentes, sur lequel un mouvement est décomposé en une séquence de douze images ou plus. Le manche fixé à l'extrémité du carton au moyen de vis et d'écrous permet de le faire tourner devant un miroir. On peut ensuite observer l'image reflétée dans le miroir à travers les fentes. Elles apparaissent tour à tour à un rythme régulier et naturel. Le phénakistiscope est le premier appareil à avoir animé une image.
- Le Praxinoscope à projection est le premier appareil commercialisé (en 1882), capable de projeter des dessins animés bien avant qu'il ne soit possible de projeter des images photographiques en mouvement (cinéma). Son auteur est Émile Reynaud, considéré comme l'inventeur du dessin animé et l'un des précurseurs du cinéma. Il se sert du praxinoscope pour l'animation des images, auquel il ajoute une lanterne magique pour la projection.
- Choreutoscope. Inventé par Beale en 1866, c’était un dispositif servant à effectuer la projection animée de dessins avec une lanterne magique, sur la base de la théorie de la persistance rétinienne.  Il était formé d’une plaque en verre sur laquelle étaient peints, sur fond noir, plusieurs dessins de la séquence du mouvement d’un squelette. Cette plaque était montée sur un mécanisme en croix de Malte, qui faisait avancer brusquement l’image. C’est ce mécanisme qui a plus tard été utilisé dans les systèmes à déroulement intermittent des caméras et des projecteurs cinématographiques.
- Chronophotographie « Daisy galloping saddled ». En 1877, à Palo Alto (Californie), Eadweard Muybridge est le premier à photographier le mouvement d'un animal en plusieurs séquences (le galop d'un cheval). Pour cela, il utilise une batterie de douze appareils photo disposés en ligne. Au cours des années suivantes, Muybridge réalise plus de cent mille photographies d'animaux ou personnes en mouvement, dont une partie sont reproduites sur du papier (calotypes) ou publiées dans différents ouvrages.
- Affiche « Pantomimes lumineuses ». En 1892, Émile Reynaud débute les représentations régulières de son théâtre optique au Musée Grévin à Paris, sous le nom de Pantomimes lumineuses. Les projections ont lieu jusqu'en 1900, avec un total de 12 800 représentations devant plus d'un demi-million de spectateurs. Le théâtre optique consiste à projeter sur un écran des dessins animés d'une durée comprise entre six et quinze minutes. Il est considéré comme le prédécesseur des projections de dessins animés dans les salles de cinéma. La technique du théâtre optique s'inspire de celle du praxinoscope, également inventé par Reynaud.
- Caméra de prise de vue - Projecteur Cinématographe Lumière. Breveté le 13 février 1895 par les frères Auguste et Louis Lumière, le Cinématographe Lumière peut enregistrer des images en mouvement à raison de seize photogrammes par seconde (deux tours de manivelle) sur une pellicule Celluloïd perforée de 35 mm (un trou de part et d'autre de chaque photogramme) et de dix-sept mètres de long. Cet appareil sert également à projeter des images (en utilisant une lanterne magique comme source de lumière) et imprimer des copies de pellicule. C'est avec cet appareil qu'ont lieu les premières projections de cinéma.
- Kinétoscope. Le kinétoscope était une visionneuse individuelle de films inventée par T. A. Edison et son assistant, Dickson. Il a été présenté en 1891 et commercialisé en 1894. C’était une boîte en bois de 123 cm de haut, munie d’un viseur sur sa face supérieure, qui permettait de voir les images en mouvement d’un film qui tournait à grande vitesse de manière continue dans l’appareil. Les films, à perforations faisaient 35 mm de large, 15 m de long et contenaient environ 750 photogrammes. Ils étaient montés dans l’appareil moyennant un système complexe de boucles. La moyenne de vision oscillait entre 30 et 40 images par seconde.
- Projecteur Cinématographe Lumière. Projecteur de cinéma fabriqué dans les usines Lumière qui, comme nouveauté, incorpore un bras pouvant accueillir des bobines de pellicule de 300 mètres de long. La lanterne magique, qui lui sert de source du lumière, est de l'entreprise Molteni. Le Cinématographe Lumière, à la fois projecteur et caméra de prise de vue, étant un appareil très onéreux, les frères Lumière lancent la fabrication d'appareils de projection uniquement, à des prix beaucoup plus abordables.
- Caméra Demeny. C’est l’une des premières caméras-projecteurs de cinéma à avoir été commercialisées. Elle vient d’un prototype créé par Georges Demeny en 1893, mais qui ne vit pas le jour.  Ce modèle permet de projeter des films 35 mm non perforés. Au cours des années suivantes, il a connu plusieurs actualisations techniques, dont l’une permettait d’enregistrer et de projeter des films avec des bobines de 100 m de long.
- Affiche  « Cinématographe Lumière ». Deuxième affiche publicitaire réalisée à l’occasion des premières projections de cinéma des frères Lumière.  La première projection publique de cinéma à entrée payante a eu lieu le 28 décembre 1895, au Salon indien du Grand Café, sur le Boulevard des Capucines, à Paris. Cette affiche, qui venait remplacer une affiche précédente assez confuse, représente un groupe de personnes de la haute société assistant à une projection de cinéma, plus précisément à celle du film L’arroseur arrosé.
- Projecteur : Le Cinépar. Projecteur de films datant de l’époque des débuts du cinéma. Il permet de projeter des films 35 mm à perforation Lumière (une perforation de part et d’autre de chaque photogramme).  La source de lumière était peu puissante, et l’objectif très simple, si bien que ce projecteur ne pouvait servir qu’à des projections destinées à un public peu nombreux et à un petit écran.
- Projecteur de cabine de cinéma. Reconstitution, effectuée à l’aide des appareils originaux, de la cabine de projection de la salle de cinéma de  Torroella de Fluvià. C’est dans cette commune que vivait Tomàs Mallol, initiateur de la collection exposée en permanence au musée du cinéma.  C’est un exemple de la typique cabine de projection d’une salle de cinéma de village. De 1930 à 1970, la plupart des villages de notre pays possédaient leur petite salle de cinéma, où l’on pouvait voir deux films par séance, pour la plus grande joie des petits et des grands.
- Projecteur Cine NIC. Le Cine NIC est le premier projecteur d’images en mouvement, conçu pour être utilisé par les enfants. Commercialisé à partir de 1931, c’est une invention de deux Barcelonais, les frères Tomàs et Josep Maria Nicolau Griñó.  À compter de ce premier modèle et de son mécanisme de fonctionnement, très simple, de nombreux modèles et variantes ont été fabriqués jusqu’en 1974, année où l’usine a fermé ses portes. Parmi les modèles les plus prisés, citons Cine NIC Sonor, Cine NIC TV et Super Cine NIC.
- Cine ISUAR. Un an après la commercialisation du premier Cine NIC, une autre entreprise barcelonaise présente ce nouveau projecteur, qui cherche à exploiter le succès initial du Cine NIC. À la différence de ce dernier, dans l’Isuar Cinema les images sont animées grâce à un système fondé sur le mutoscope, appareil pré-cinématographique d’animation d’images.
- Film de Cine NIC. Les films de Cine NIC étaient formés de deux bandes horizontales de dessins identiques, sauf la partie où le dessin était en mouvement. Le tracé du dessin était simple et précis. Des séries mettaient en scène des personnages créés par la société NIC, comme Miau, Nikito, Tom le Cowboy, etc.  Ce film a été dessiné pendant la Guerre civile espagnole, au moment où l’usine Proyectores NIC fut collectivisée. Du temps de la collectivisation, l’usine continua à fabriquer des projecteurs et des films, à la seule différence que les titres étaient en catalan.